# Северные шайенны

Флаг северных шайеннов.

Северные шайенны (англ. Northern Cheyenne, на шайеннском языке — Notameohmésêhese, Северные Едоки)  — алгонкиноязычное индейское племя в США, образовалось в результате разделения шайеннов на северных и южных.

## История

### Причины разделения
После появления в районе Блэк-Хилс, шайенны продолжили кочевать на юг и мигрировали до реки Арканзас, в верхней части которой, в первой половине XIX века Уильям Бент построил торговый пост Форт-Бент. Привлечённая активной торговлей с белыми людьми, большая часть племени переселилась на юг и стала известна как южные шайенны. Северные шайенны остались проживать севернее реки Платт и кочевали в восточном Вайоминге, юго-восточной Монтане и западной Небраске.

### Войны
Основными врагами северных шайеннов были кроу и восточные шошоны, кроме них они воевали с ассинибойнами, равнинными кри, равнинными оджибве, черноногими, пауни, арикара, манданами, хидатса, понка, омаха, ютами и банноками. Их союзниками являлись северные арапахо и сиу.
Начиная с 1860 года начались вооружённые конфликты с американцами, которые переросли в длительную войну, окончившуюся исходом северных шайеннов и созданием резервацией Нортерн-Шайенн.

## Племенные группы
Основные племенные группы северных шайеннов:
- Омиссис («Едоки») — были известны как хорошие охотники и поэтому имели большие запасы мяса. Самая большая группа северных шайеннов, обитали к северу и западу от Блэк-Хилс, имели тесные связи с оглала и миннеконжу.
- Северные сутаи (изначально отдельное племя сутайо) — вторая по численности группа северных шайеннов, на юг ушла меньшая часть сутаи. Наиболее тесно были связаны с омиссис и тотоимана, кочевали в районе реки Паудер.
- Северные оивимана («Паршивые», или «Покрытые Струпьями») — часть группы оивимана, не ушедшая на юг. Проживают ныне в городе Бирни и его окрестностях, в юго-восточной части Нортерн-Шайенн.

Меньшие группы, не представленные в совете 44 вождей:
- Тотоимана («Пугливые Люди») — проживали в верховьях реки Тонг, ныне обитают в городе Ашленд и его окрестностях.
- Мокстахитаниу («Чёрные Люди», или «Люди — Юты») — отличались более тёмной кожей от других северных шайеннов, проживают в основном в городе Лейм-Дир.
- Вокпотсит («Хитрый Белый Народ») — проживали в верховьях реки Уайт-Ривер, ныне обитают в городе Басби и его окрестностях, часть поселилась в резервации оглала Пайн-Ридж.
- Онониу («Люди — Арикара») — группа смешанного происхождения, среди предков которой, кроме шайеннов, были арикара, манданы и лакота. Ныне проживают в основном между городом Басби и Мадди-Крик.
- Ансковинис («Узкие Носы», или «Узкая Переносица») — были малочисленной общиной, ныне смешались с другими группами.

## Демография
В начале XIX века общее население шайеннов оценивалось примерно в 5000 человек. После разделения народа и поселения в резервации официальные подсчёты показали численность северных шайеннов: 1904 г. — 1409 чел., 1921 г. — 1411 человек. Нынешняя численность племени составляет 10 840 человек, большинство из которых проживает в своей резервации Нортерн-Шайенн.